# Aleksej Šapošnikov
Aleksej Nikolaevič Šapošnikov (in russo Алексей Николаевич Шапошников?; Nikol'skoe, 16 marzo 1899 – Mosca, 4 luglio 1962) è stato un calciatore sovietico, di ruolo attaccante.

## Statistiche

### Cronologia presenze e reti in Nazionale
| Cronologia completa delle presenze e delle reti in nazionale ― [[Nazionale maschile di calcio dell' Unione Sovietica\| Unione Sovietica]] | Cronologia completa delle presenze e delle reti in nazionale ― [[Nazionale maschile di calcio dell' Unione Sovietica\| Unione Sovietica]] | Cronologia completa delle presenze e delle reti in nazionale ― [[Nazionale maschile di calcio dell' Unione Sovietica\| Unione Sovietica]]                                                      | Cronologia completa delle presenze e delle reti in nazionale ― [[Nazionale maschile di calcio dell' Unione Sovietica\| Unione Sovietica]] | Cronologia completa delle presenze e delle reti in nazionale ― [[Nazionale maschile di calcio dell' Unione Sovietica\| Unione Sovietica]]                                                      | Cronologia completa delle presenze e delle reti in nazionale ― [[Nazionale maschile di calcio dell' Unione Sovietica\| Unione Sovietica]] | Cronologia completa delle presenze e delle reti in nazionale ― [[Nazionale maschile di calcio dell' Unione Sovietica\| Unione Sovietica]] | Cronologia completa delle presenze e delle reti in nazionale ― [[Nazionale maschile di calcio dell' Unione Sovietica\| Unione Sovietica]] |
| Data | Città | In casa | Risultato | Ospiti | Competizione | Reti | Note |
| --- | --- | --- | --- | --- | --- | --- | --- |
| 16-11-1924 | Mosca | [[Nazionale maschile di calcio dell' Unione Sovietica\| Unione Sovietica]] [[File: Flag of the Soviet Union (1936 – 1955).svg\|class=noviewer\| Unione Sovietica (bandiera)\|border\|20x16px]] | 3 – 0 | Turchia | Amichevole | - | |
| 15-5-1925 | Ankara | Turchia | 1 – 2 | [[File: Flag of the Soviet Union (1936 – 1955).svg\|class=noviewer\| Unione Sovietica (bandiera)\|border\|20x16px]] [[Nazionale maschile di calcio dell' Unione Sovietica\| Unione Sovietica]] | Amichevole | - | |
| Totale | | Presenze | 2 | | Reti | 0 | |